# Silvio Ravera
Canonico Silvio Ravera (Celle Ligure, 23 luglio 1923 – Savona, 3 settembre 2003) è stato un presbitero, scrittore e combattente della Resistenza italiano.

## Biografia
Originario di Celle Ligure, nacque il 23 luglio 1923. Sacerdote assai amato in tutta la diocesi ma anche scrittore apprezzato e saggista, partigiano, illustre poeta dialettale savonese, insegnante di religione al Liceo Scientifico "Orazio Grassi" di Savona, provetto ciclista, collaboratore de La Stampa.

### Gli inizi
Cresciuto nella parrocchia savonese di San Francesco da Paola, dopo gli studi teologici, partecipò alla lotta di Resistenza. Lelio Speranza fu il capo partigiano di don Silvio Ravera, il quale gli dedicò la poesia in dialetto “A-o mae Cu-mandante”.
L'ordinazione diaconale risale all'11 novembre 1945, quella presbiterale al 16 marzo 1946 per l'imposizione delle mani da parte del vescovo Pasquale Righetti.
A don Silvio il Vescovo Giovan Battista Parodi assegnò dunque l'Oltreletimbro, dove stava nascendo un quartiere popolare. Una zona segnata da forti atteggiamenti antireligiosi, dove don Silvio riuscì a ottenere lo stesso spazi importanti per la comunità parrocchiale, esprimendo grande entusiasmo nelle battaglie civili.

### La vita religiosa
Quello del prete, secondo don Silvio, era un vero e proprio mestiere, come dichiarò nella sua biografia. Una vocazione che portò avanti fino a quando le forze glielo permisero.
La prima nomina ufficiale di rettore della chiesa di San Giuseppe avvenne nel 1951. In questa sede il sacerdote, ispirandosi all'insegnamento del suo maestro don Primo Mazzolari, esibì grandi capacità pastorali, tessendo il dialogo con chiunque senza badare alle appartenenze politiche e ideologiche. Tale esperienza fu testimoniata poi nel suo libro «Di la' del fiume».
Nel 1972 don Silvio Ravera fu designato canonico onorario della Cattedrale di Savona e proseguì nell'insegnamento al liceo Grassi. Monsignor Giulio Sanguineti lo incaricò nuovamente del ministero in parrocchia nel 1986, assegnandogli la piccola comunità di Roviasca, frazione di Quiliano.
Il vescovo Dante Lafranconi gli conferì successivamente l'incarico di cappellano delle Figlie di N.S. della Neve, che svolse fino a pochi mesi prima dalla morte. 
Don Silvio Ravera morì il 3 settembre 2003 a Savona. Don Silvio aveva salutato i suoi numerosi lettori nel numero di agosto del Letimbro, con una meditazione sulla vecchiaia.
Come aveva scritto nel suo testamento il 5 settembre 2003 si tennero funerali in forma privata con solo i parenti più stretti. Nel pomeriggio dello stesso giorno, il Vescovo di Savona, monsignor Domenico Calcagno, celebrò la messa solenne in Duomo.

### Impegno civile e culturale
Tra i vari incarichi retti da don Ravera si annoverano pure quelli cappellano della Croce Rossa (nel 1963), di viceassistente delle Acli provinciali (nel 1966) e membro della Consulta diocesana di pastorale della sanità (nel 1984).
Don Silvio fu anche l'autore di numerosi libri, tra i quali anche un dizionario in dialetto savonese.
Socio fondatore dell'Avis, don Ravera suscitò scalpore per le sue posizioni riguardo ai sacramenti (fu uno dei primi a rifiutare la prassi delle offerte per i funerali), sui privilegi della gerarchia ecclesiastica e su temi delicati come la cremazione. Costante, in ultimo, la dedizione di don Silvio ai mezzi di comunicazione sociale: teneva una rubrica su Tele Savona, collaborava con La Stampa e curava una rubrica sul Letimbro.
L'Istituto Storico della Resistenza e dell'Età Contemporanea della provincia di Savona ha dedicato una collana biografica a don Silvio Ravera.
Nel 2006 è stato inaugurato l'Auditorium "Don Silvio Ravera" in Piazza Martiri della Libertà a Savona.

### Pubblicazioni
Varie sono le pubblicazioni di Don Silvio Ravera, tra di esse le principali:
- Titolo: Di la' del fiume Autore: Silvio Ravera
- Titolo: Che hobby ragazzi! Autore:Silvio Ravera Editore: Liguria Savona Anno di pubblicazione: 1967
- Titolo: Ti veu scrive in dialetto? Autore:Silvio Ravera Anno di pubblicazione: 1985 [9]
- Titolo: Rintocchi e richiami. E tempo di vivere una nuova fede Autore:Silvio Ravera Editore: L'Autore Libri Firenze Anno di pubblicazione: 2002 Codice EAN: 9788851702151
- Titolo: Voglia di libertà Autore:Silvio Ravera Editore: L'Autore Libri Firenze Anno di pubblicazione 2002 Codice EAN: 9788851702151
- Titolo: Il mestiere di prete Autore:Silvio Ravera Editore: L'Autore Libri Firenze Anno di pubblicazione 1999 Codice EAN: 9788882544096
- Titolo: Panoramica Autore:Silvio Ravera Editore: L'Autore Libri Firenze Anno di pubblicazione 1997 Codice EAN: 9788872549551
- Titolo: Prospettive religiose alle soglie del terzo millennio Autore:Silvio Ravera Editore: Firenze Atheneum Anno di pubblicazione 1996 Codice EAN: 9788872551172
- Titolo: Profeti a confronto. Don Primo Mazzolari e padre Pierre Teilhard de Chardin Autore: Ravera Silvio Editore: Marietti (collana Terzomillennio) Anno di pubblicazione 1991 ISBN 978-88-211-6881-9